# Приходько Катерина Петрівна
Катерина Петрівна Приходько (19 квітня 1924 — 21 січня 2006) — передовик радянського залізничного транспорту, бригадир монтерів шляху будівельно-монтажного поїзда № 314 тресту «Кандалакштрансстрой» Міністерства транспортного будівництва СРСР, місто Кандалакша Мурманської області, Герой Соціалістичної Праці (1971).

## Біографія
Народилася в 1924 році в селі Спаське, нині Сосницького району Чернігівської області, в українській родині. 
У 15 років працевлаштувалася у місцевий колгосп. У 1939 році пройшла навчання на курсах вихователя дитячого садка. Стала працювати за фахом у рідному селі. 
У 1957 році переїхала на Кольський півострів у місто Кандалакшу. Спочатку працювала шляховою робочою, пізніше їй довірили очолити бригаду монтерів шляху будівельно-монтажного поїзда № 314 тресту «Кандалакштрансстрой». В її бригаді працювало 18 жінок, займалися укладанням нових шляхів. 
За підсумками сьомої п'ятирічки нагороджена Орденом Знак Пошани. 
Указом Президії Верховної Ради СРСР від 7 травня 1971 року за особливі заслуги та високі виробничі досягнення в організації залізничного сполучення Катерині Петрівні Приходько присвоєно звання Героя Соціалістичної Праці з врученням ордена Леніна і медалі «Серп і Молот».
Проживала у місті Кандалакші. У 1980 році вийшла на заслужений відпочинок і поїхала на малу батьківщину в місто Чернігів. 
Померла 21 січня 2006 року.

## Нагороди
За трудові успіхи була удостоєна:
- золота зірка «Серп і Молот» (07.05.1971)
- орден Леніна (07.05.1971)
- Орден Знак Пошани (28.07.1966)
- інші медалі.